# Frank Wheaton
Frank Angell Wheaton (Putnam, 15 ottobre 1876 – Bellingham, 29 ottobre 1965) è stato un tennista statunitense.
Disputò i tornei di singolare e doppio di tennis ai Giochi olimpici di Saint Louis 1904. Nel torneo singolare fu sconfitto ai sedicesimi mentre nel torneo di doppio, assieme a Edwin Hunter, fu sconfitto ai quarti.